# Сан-П'єро-Патті
Сан-П'єро-Патті (італ. San Piero Patti, сиц. San Pieru Patti) — муніципалітет в Італії, у регіоні Сицилія,  метрополійне місто Мессіна.
Сан-П'єро-Патті розташований на відстані близько 480 км на південний схід від Рима, 145 км на схід від Палермо, 55 км на захід від Мессіни.
[[Файл:|thumb|300px|none|]]
Населення — 2975 осіб (2014).
Щорічний фестиваль відбувається першої неділі жовтня та першої неділі після Великодня. Покровитель — святий Власій.

## Демографія
Населення за роками:

Станом на 1 січня 2023 року в муніципалітеті офіційно проживало 89 іноземців з 17 країн, серед них 44 громадяни країн Євросоюзу та 22 громадяни України.

## Сусідні муніципалітети
- Лібрицці
- Монтальбано-Елікона
- Патті
- Раккуя
- Сант'Анджело-ді-Броло
- Флореста